# Référendum micronésien de 2019
Un référendum a lieu le 5 mars 2019 aux États fédérés de Micronésie en même temps que les élections législatives afin de proposer à la population la mise en place d'une convention constitutionnelle chargée de proposer des amendements à la constitution. Cette dernière impose la tenue d'un tel référendum au minimum tous les 10 ans. 
Le résultat du vote étant positif, l'élection d'une convention constitutionnelle est organisé le 5 novembre suivant, et les amendements proposés par elle soumis à référendum le 4 juillet 2023.

## Mise en œuvre

Carte des États fédérés de Micronésie

La convocation d'une convention constitutionnelle est liée à un référendum décennal automatique imposé par la constitution micronésienne.
L'article XIV de cette dernière impose en effet la tenue au moins tous les 10 ans d'un référendum demandant à la population : « Une convention doit-elle être mise en place pour réviser ou amender la constitution ? ». Une majorité absolue des voix au niveau national suffit, et aucun quorum de participation n'est exigé.

### Suite de la procédure
Dans le cas d'un vote positif, le Congrès doit organiser l'élection des délégués de la convention au plus tard lors des prochaines législatives. La convention est alors chargée de proposer des amendements.
Des amendements peuvent également être proposés par le parlement, ou bien directement par la population. Dans ce dernier cas, en accord avec son article XIV, additionné du Constitutional Amendment Procedure Act de 1990, les signatures d'au moins 10 % de l'ensemble des électeurs inscrits sur les listes électorales doivent être réunies dans chacun d'au moins trois des quatre États constituant le pays : Chuuk, Kosrae, Pohnpei et Yap. En 2017, un total de 117 977 électeurs étaient inscrits sur les listes, ce qui équivaut à un seuil d'un peu moins de 12 000 signatures.
Le résultat des référendums constitutionnels est légalement contraignant. Ils ne sont cependant considérés comme valides qu'à la condition de recueillir une majorité qualifiée de 75 % des suffrages exprimés en leur faveur dans au moins trois des quatre États,. Si plusieurs amendements contradictoires sont adoptés simultanément, celui ayant remporté le plus de suffrages prévaut.

## Résultats
| Choix                     | Votes  | %     |
| ------------------------- | ------ | ----- |
| Pour                      | 10 333 | 60,84 |
| Contre                    | 6 458  | 39,16 |
|                           |        |       |
| Votes valides             | 16 491 |       |
| Votes blancs et invalides |        |       |
| Total                     |        | 100   |
| Abstention                |        |       |
| Inscrits/Participation    |        |       |

Faut-il convoquer une convention afin de réviser ou amender la constitution ?
| Pour 10 033 (60,84 %) |  |  | Contre 6 458 (39,16 %) |
| ▲                     |  |  |                        |
| Majorité absolue      |  |  |                        |

### Par États
| Choix               | Kosrae | Kosrae | Pohnpei | Pohnpei | Chuuk | Chuuk | Yap   | Yap   |
| Choix               | Votes  | %      | Votes   | %       | Votes | %     | Votes | %     |
| ------------------- | ------ | ------ | ------- | ------- | ----- | ----- | ----- | ----- |
| Pour                | 1 476  | 75,46  | 5 948   | 68,07   | 1 545 | 44,51 | 1 064 | 45,74 |
| Contre              | 480    | 24,54  | 2 790   | 31,93   | 1 926 | 55,49 | 1 262 | 54,26 |
|                     |        |        |         |         |       |       |       |       |
| Total votes valides | 1 956  | 100    | 8 738   | 100     | 3 471 | 100   | 2 326 | 100   |

## Suites
L'annonce du résultat a lieu dans la confusion, la commission électorale déclarant le 13 mars le référendum invalide en interprétant l'article XIV.2 comme requérant une majorité de Oui dans une majorité d'état, en contradiction avec les termes de l'article et son interprétation lors des scrutins antérieurs. Le 18 avril suivant, la commission revient sur sa décision et déclare le résultat valide, confirmant la tenue d'une convention constitutionnelle,
L'élection de la convention constitutionnelle est organisé le 5 novembre suivant, et les amendements proposés par elle devront par la suite être approuvés individuellement par référendum,. La convention élue se réunit à partir du 7 janvier 2020. Ses travaux sont cependant interrompus le 13 mars du fait de la progression de la pandémie de Covid-19 qui conduit le gouvernement à déclarer l'état d'urgence. Ils reprennent en juin 2022, et aboutissent à l'adoption de huit amendements constitutionnels, soumis à référendum le 4 juillet 2023.